# Le Fou de la falaise
Pour plus de détails, voir Fiche technique et Distribution.
Le Fou de la falaise est un film français réalisé par Abel Gance, sorti en 1916. Le film est tourné en septembre 1915 à Ploumanac'h en Bretagne en même temps que Ce que les flots racontent et Le Périscope. 

## Fiche technique
- Titre français : Le Fou de la falaise
- Réalisation : Abel Gance
- Scénario : Abel Gance
- Photographie : Léonce-Henri Burel et Dubois
- Pays d'origine :  France
- Société de production : Delac et Vandal
- Format : Noir et blanc — 35 mm — 1,33:1 — Muet
- Date de sortie : 1916

## Distribution
- Albert Dieudonné
- Henri Maillard
- Georges Raulin
- Yvonne Sergyl